# Grybów

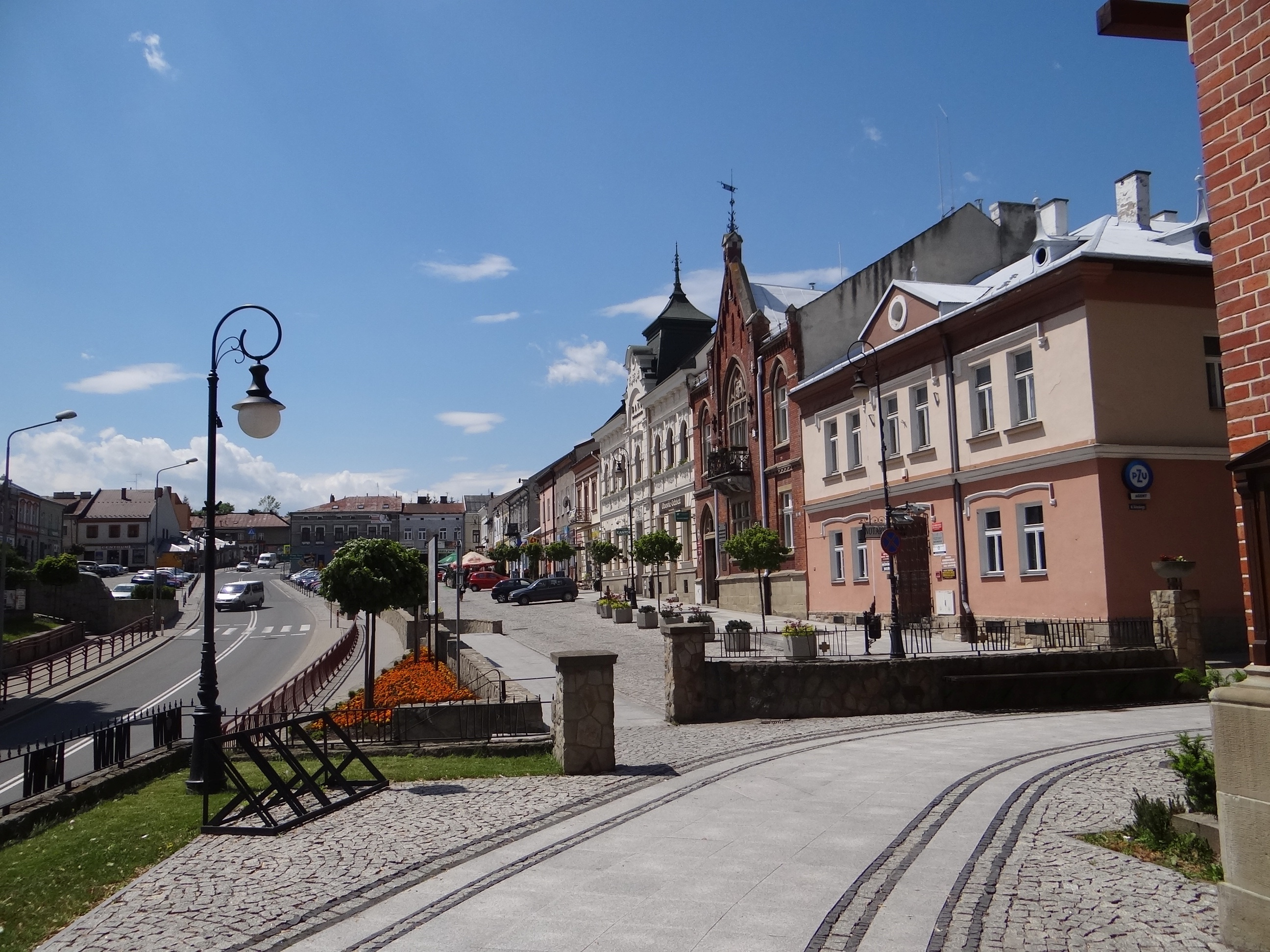
Rynek w Grybowie

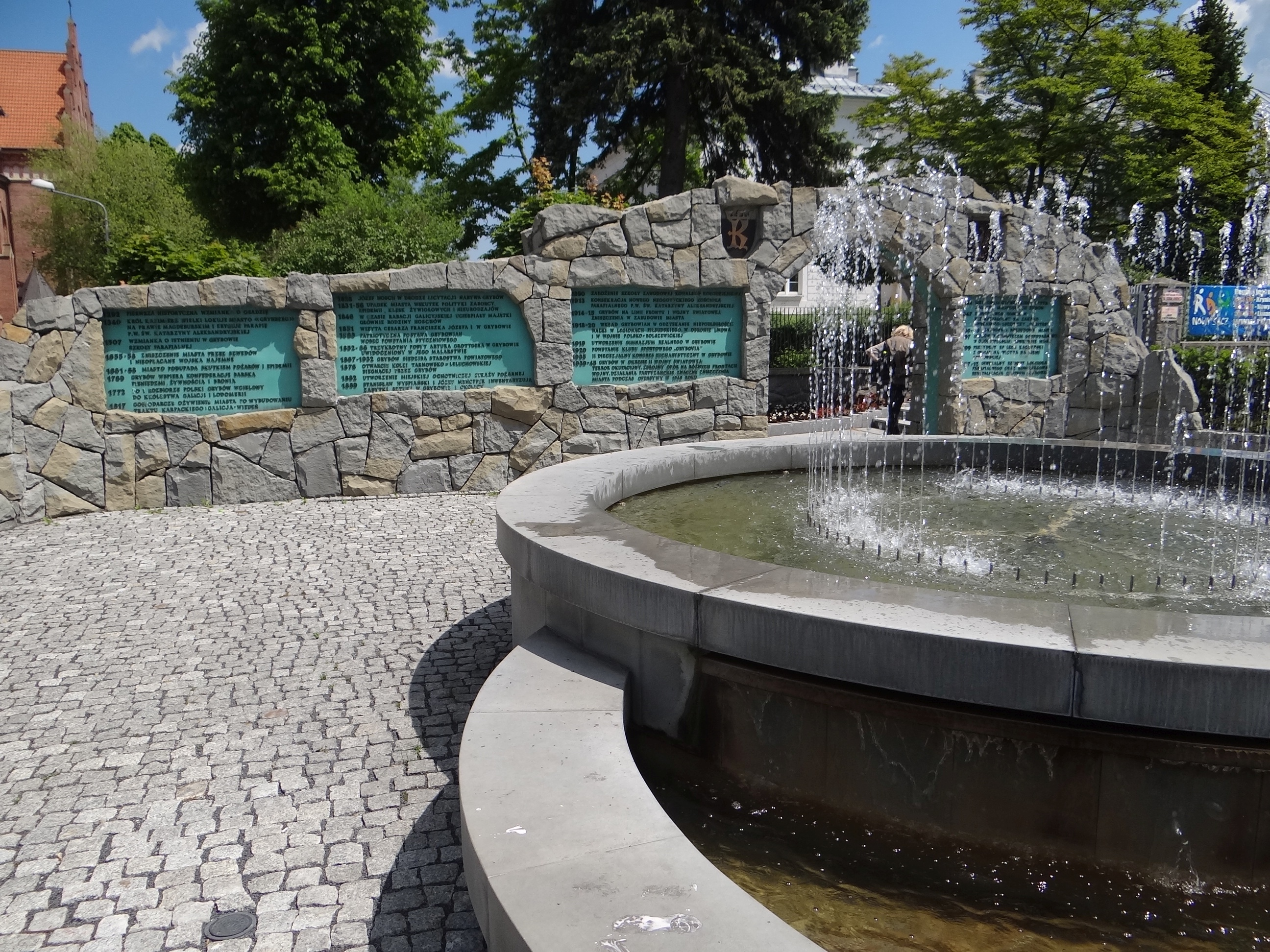
Historia miejscowości

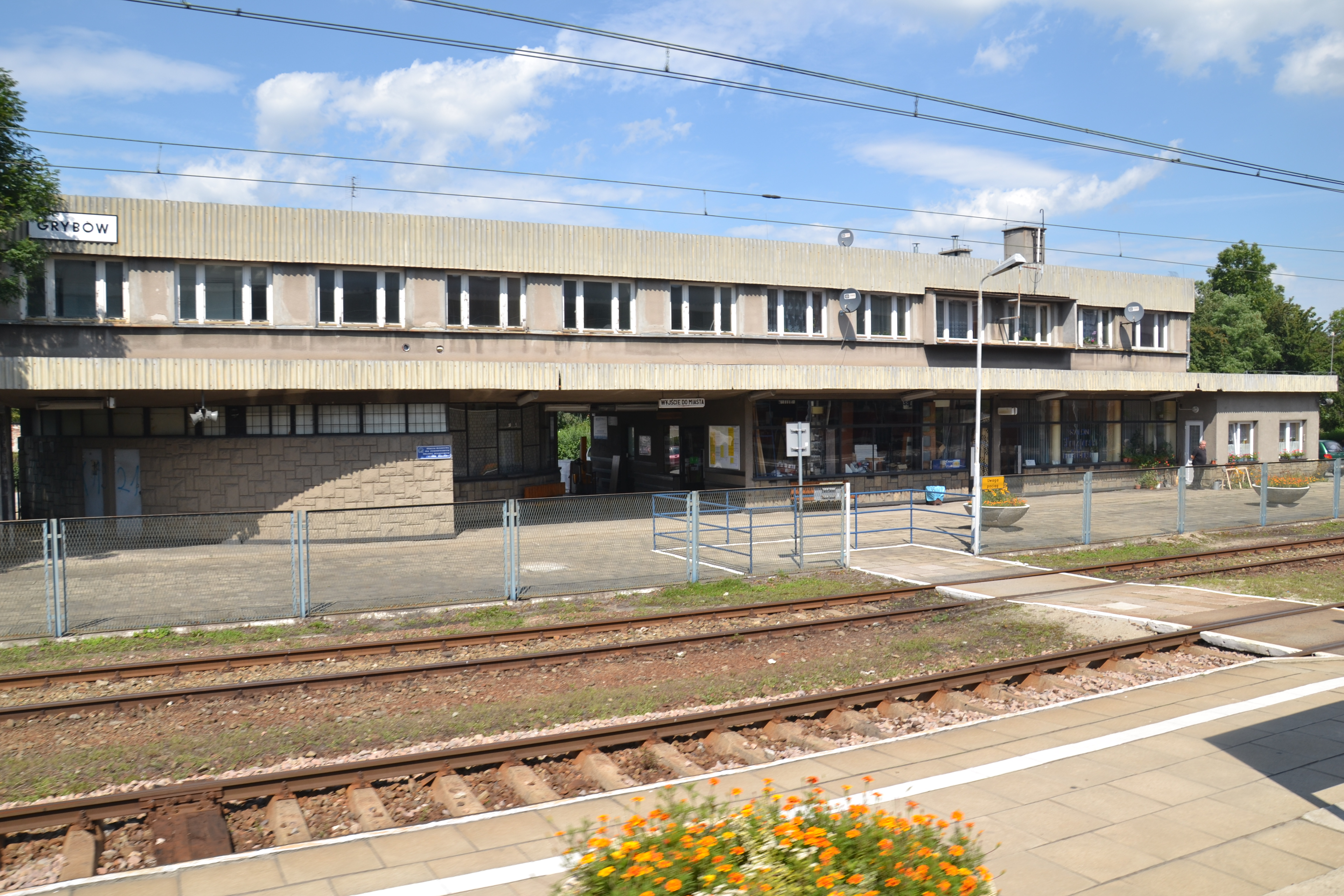
Dworzec kolejowy w Grybowie

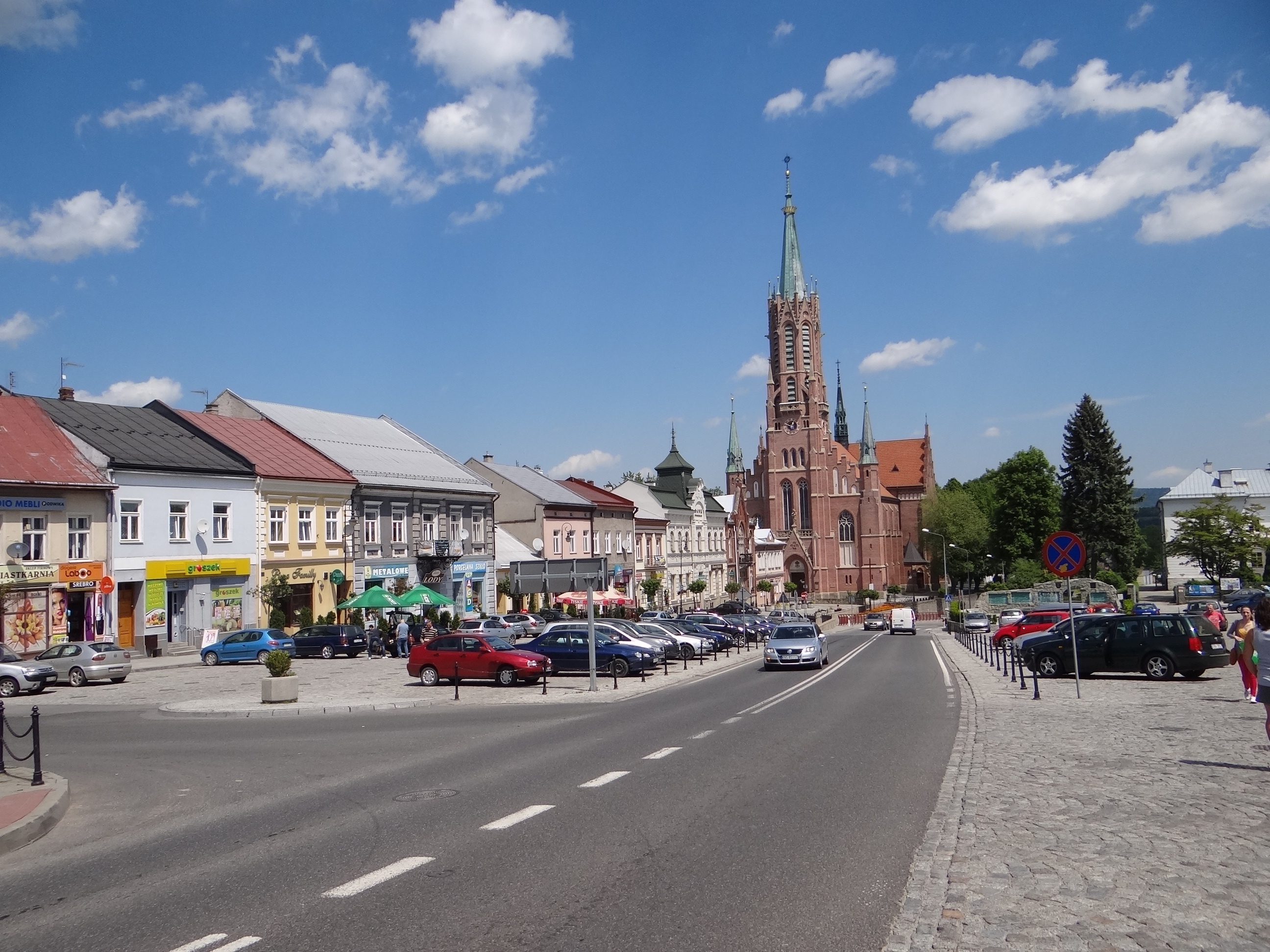
Centrum z kościołem św. Katarzyny

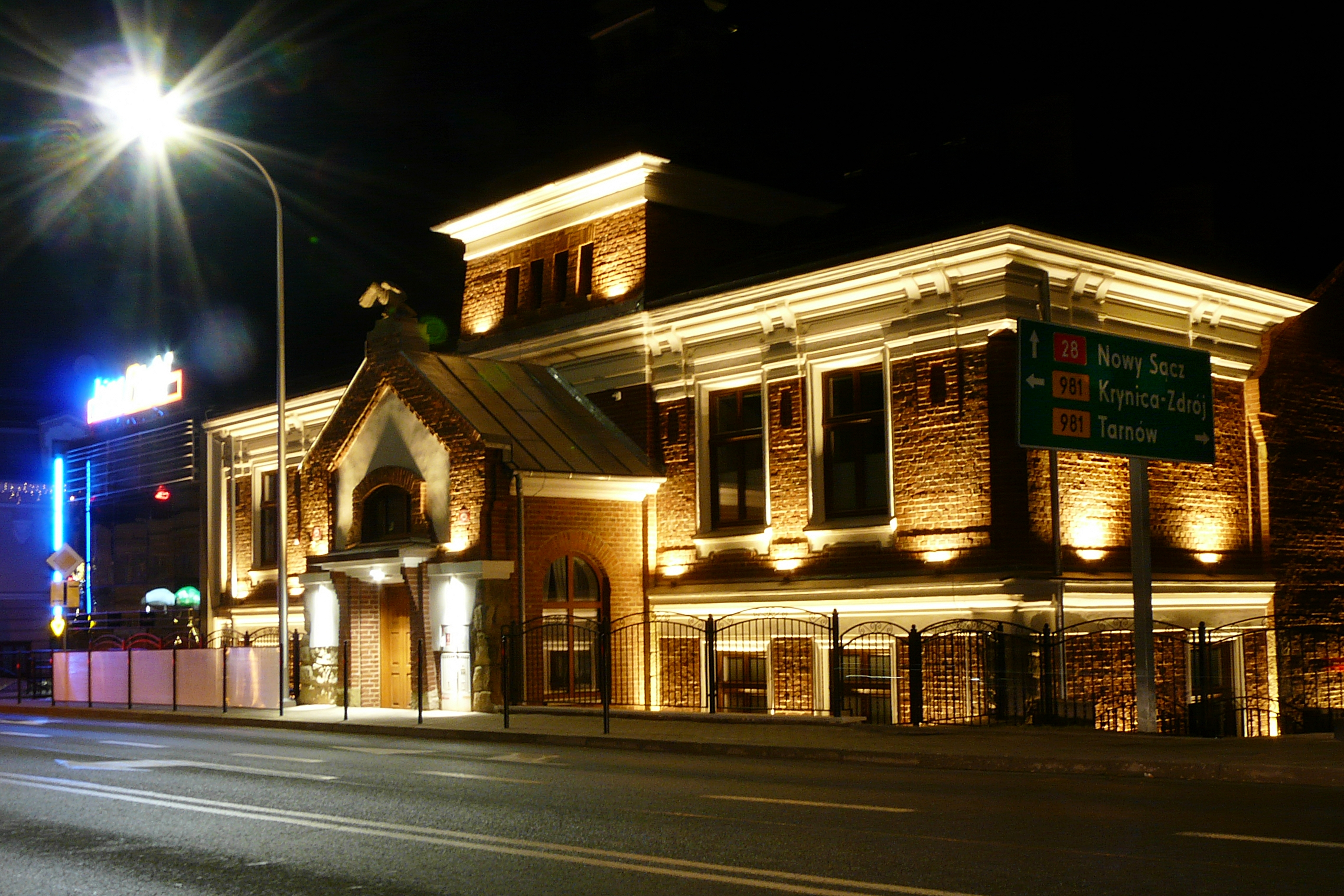
Miejskie Centrum Kultury w Grybowie, budynek dawnego Polskiego Towarzystwa Gimnastycznego „Sokół”

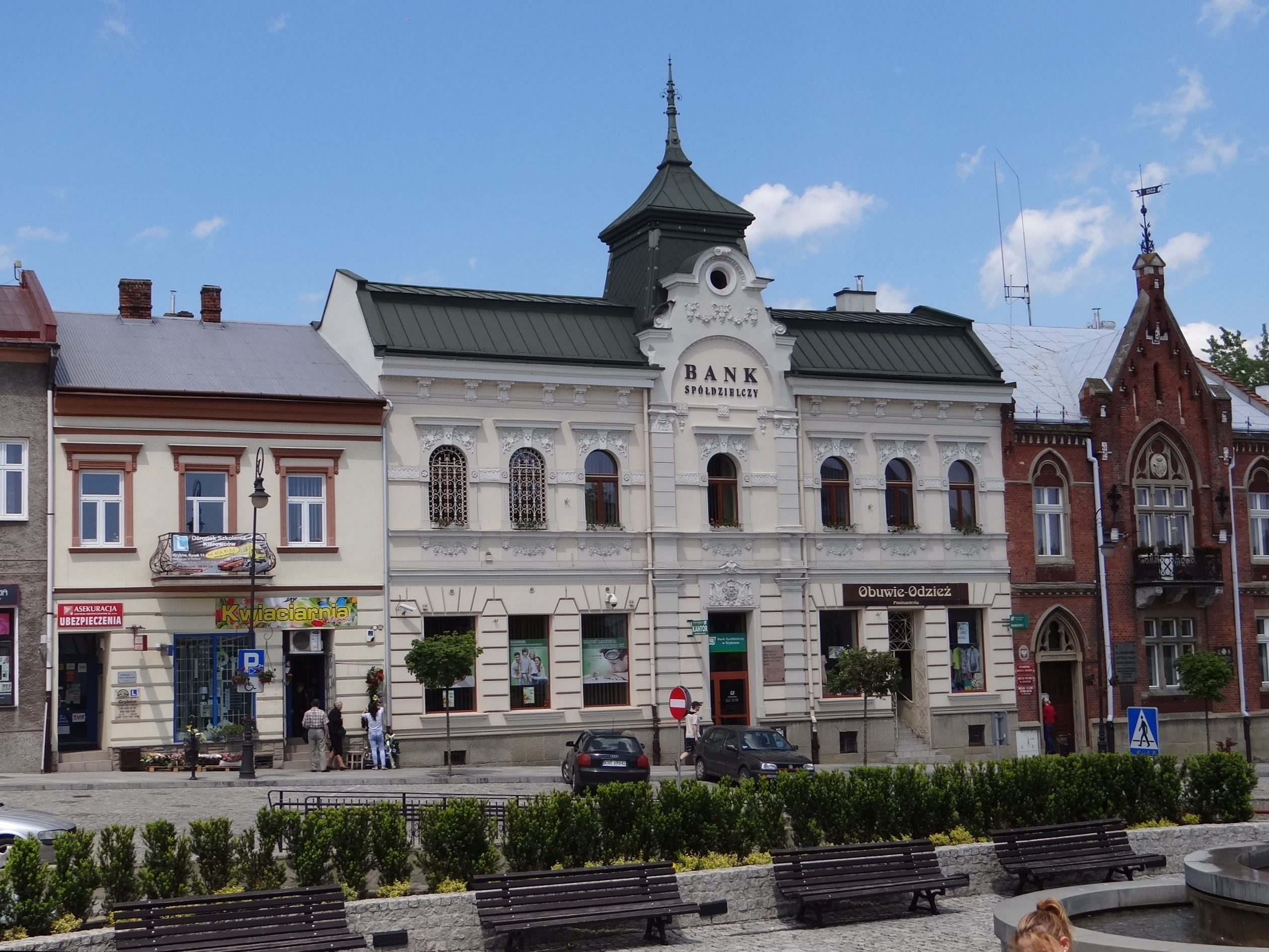
Bank Spółdzielczy

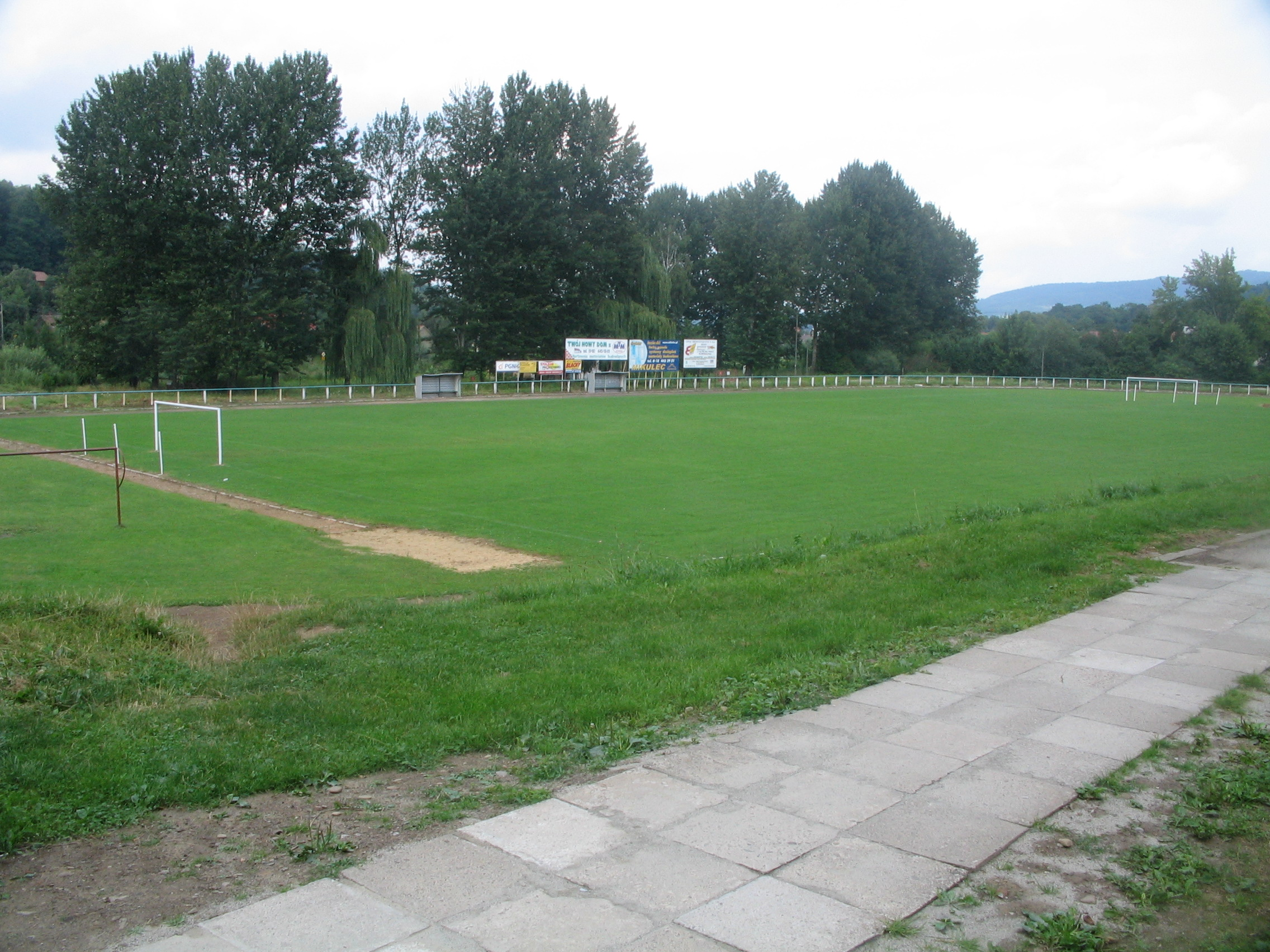
Stadion Grybovii

Grybów – miasto w Polsce w województwie małopolskim, w powiecie nowosądeckim. Miasto Grybów administracyjnie graniczy z gminą Grybów, której granice otaczają niemal całe miasto oraz na niewielkim odcinku we wschodniej części z gminą Ropa wchodzącą w skład powiatu gorlickiego.
Ośrodek administracyjny starostwa grybowskiego. Miasto królewskie Grębów, położone w drugiej połowie XVI wieku w powiecie bieckim województwa krakowskiego, należało do tenuty grybowskiej. W latach 1975–1998 miasto administracyjnie należało do województwa nowosądeckiego.

## Geografia
Grybów położony jest na pograniczu Beskidu Niskiego i Pogórza Rożnowskiego, nad rzeką Białą. Otaczające miasto Góry Grybowskie wznoszą się na wysokość powyżej 700 m n.p.m., a średnia wysokość położenia miasta wynosi 360 m n.p.m. przy maksymalnej różnicy wzniesień 260 m.
Grybów ma powierzchnię 16,95 km², w tym: użytki rolne 63%, użytki leśne 20%. Miasto stanowi 1,1% powierzchni powiatu.
W okolicach miasta występują źródła wód mineralnych (solanki).

## Demografia
W XVII wieku Grybów zamieszkiwało około 500 mieszkańców.
W 1873 miasto Grybów liczyło 1782 mieszkańców, w tym 1383 katolików i 339 wyznawców judaizmu. W 1918 liczba mieszkańców miasta wynosiła 3119. W latach 1999–2004 liczba mieszkańców kształtowała się prawie na niezmienionym poziomie i wynosiła średnio 6170 osób, z czego ok. 51% stanowiły kobiety. Nieznaczny wzrost ludności zanotowano w 2002. Wg danych Narodowego Spisu Powszechnego Grybów miał wówczas 6228 mieszkańców. Według danych GUS na 31 marca 2011 liczba mieszkańców Grybowa wynosiła 6261 osób.
Miasto Grybów wyróżnia się najwyższym wskaźnikiem gęstości zaludnienia w powiecie nowosądeckim. Wynosi on 369 osób/km² i jest on znacznie wyższy zarówno od średniej gęstości zaludnienia powiatu (125 osób/km²), jak i od porównywalnych gmin: Łabowej (47 osób/km²), Nawojowej (159 osób/km²).
- Piramida wieku mieszkańców Grybowa w 2014[7]:

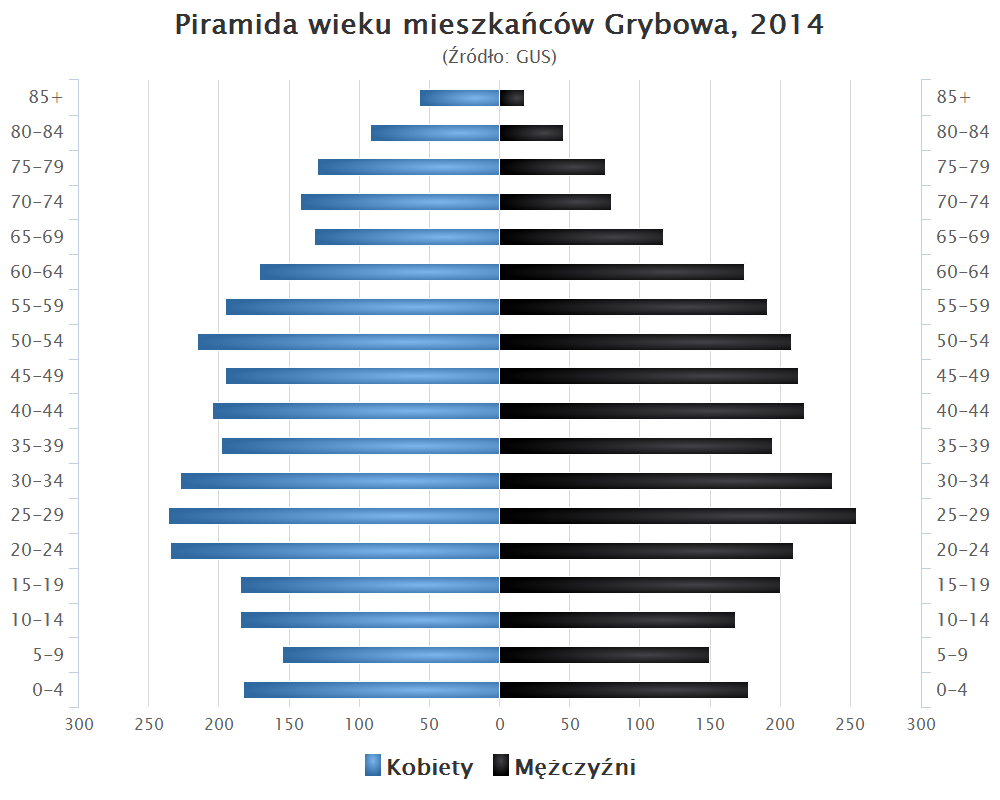

## Historia

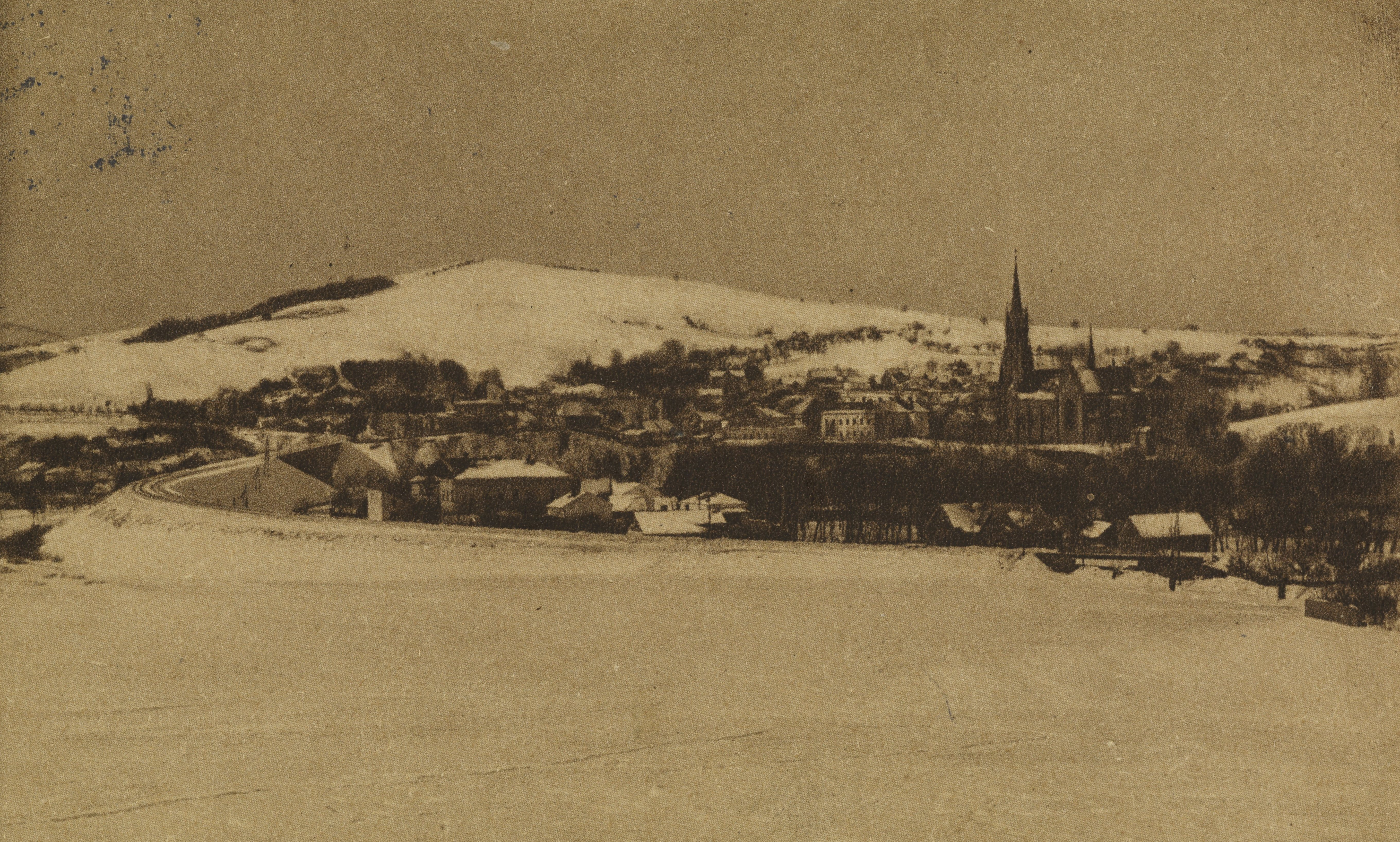
Widok ogólny Grybowa przed 1930

Miasto królewskie zostało założone przez Kazimierza III Wielkiego w 1340 na prawie magdeburskim. Miasto zostało założone dla kolonistów ze Śląska i Niemiec. Zasadźcą był Hanco Dives (po łacinie „Bogacz”), syn Jana Bogacza. Grybów ponownie otrzymał prawa miejskie w 1488. Był siedzibą starostwa niegrodowego, ośrodkiem handlowo-rzemieślniczym (głównie sukiennictwo). Istniała tu m.in. szkoła Wita Stwosza i może tutaj powstała słynna figura tzw. Madonny z Krużlowej. W czasie potopu szwedzkiego doszło do bitwy pod Czerwoną Górą (obecnie Orlik Grybowski nad rzeką Białą). Miasto było wielokrotnie niszczone nie tylko przez Szwedów, ale też w 1657 przez Węgrów.
Od XVII wieku odnotowuje się upadek gospodarczy miasta. W czasie konfederacji barskiej, latem 1768 powstańcy spychani przez wojska rosyjskie znaleźli się kilkadziesiąt kilometrów od Grybowa. W latach 1772–1918 Grybów znajdował się w zaborze austriackim. W 1863 w Grybowie powstało nielegalne biuro przyjmujące i ekwipujące ochotników udających się do powstania styczniowego, głównie uczniów gimnazjalnych. W okresie powstania styczniowego i później w latach 1866–1867 bywał w Grybowie Artur Grottger (przyjeżdżający do swojej narzeczonej, Wandy Monné), a około 1900 przybyli do Grybowa Stanisław Wyspiański i Józef Mehoffer.
Od 1876 miasto posiada połączenie kolejowe. W okresie międzywojennym na terenie miasta występował drobny przemysł. W czasie okupacji niemieckiej od października do grudnia 1939 znajdował się tam obóz przejściowy dla jeńców polskich, a w latach 1944–1945 obóz pracy przymusowej dla Polaków i Żydów.
W początkowym okresie okupacji niemieckiej utworzono getto, do którego przesiedlono Żydów z okolicznych miejscowości. 24 kwietnia 1942 w parku miejskim rozstrzelano 11 członków Rady Żydowskiej. 20 sierpnia tego samego roku szef nowosądeckiego Gestapo Heinrich Hamann przystąpił do likwidacji getta grybowskiego. 360 osób rozstrzelano w Białej Niżnej, a pozostałych popędzono do sądeckiego getta.
W 1961 zmarł w Grybowie wybitny polski architekt Zdzisław Mączeński.
1 stycznia 1973 do Grybowa włączono wieś Biała Wyżna.
4 czerwca 2010 Grybów i okolice nawiedziła powódź, która spowodowała zalanie miasta w okolicach Piekiełka, między innymi ulic Leszczynowej i Topolowej; zerwany został most przy rzeźni i szkole zawodowej. Na skutek podmycia torów za Grybowem w stronę Tarnowa do 9 lipca 2010 został zawieszony ruch pociągów na odcinku Stróże – Tarnów. W nocy stan rzeki podniósł się o 6 metrów. Powódź spowodowała spore zniszczenia infrastruktury, zalane były także domy i piwnice. Zniszczony został wodociąg. Deszcz zagroził także budynkom Politechniki Warszawskiej na ul. Chłodnej.

### Etnografia okolic Grybowa
W 1869 okolice Grybowa opisał m.in. Wincenty Pol: „Na obszarze Wisłoki uderza nas fakt inny; całą tę okolicę, którą obszar Wisłoki, Ropy, Jasły, Jasełki i średniego Wisłoka zajmuje, osiedli tak zwani Głuchoniemcy od dołów Sanockich począwszy, to jest od okolicy Komborni, Haczowa, Trześniowa aż po Grybowski dział: Gorlice, Szymbark i Ropę od wschodu na zachód, ku północy aż po ziemię Pilźniańską, która jest już ziemią województwa Sandomierskiego. Cała okolica Głuchoniemców jest nowo-siedlinami Sasów; jakoż strój przechowali ten sam co węgierscy i siedmiogrodzcy Sasi. Niektóre okolice są osiadłe przez Szwedów, ale cały ten lud mówi dzisiaj na Głuchoniemcach najczystszą mową polską dijalektu małopolskiego, i lubo z postaci odmienny i aż dotąd Głuchoniemcami zwany, nie zachował ani w mowie ani w obyczajach śladów pierwotnego swego pochodzenia, tylko że rolnictwo stoi tu na wyższym stopniu, a tkactwo jest powołaniem i głównie domowem zajęciem tego rodu”.

### Toponimika nazwy
Miasto zostało założone w 1340 przez króla Kazimierza Wielkiego dla kolonistów ze Śląska i Niemiec. Stąd pierwotnie występujące nazwy Grünberg, Grevenstadt, Grynberg i Grewensztat (1395). Leżało na skrzyżowaniu szlaków handlowych na Ruś i Węgry. Z biegiem czasu ludność i nazwa miasta uległy polonizacji.

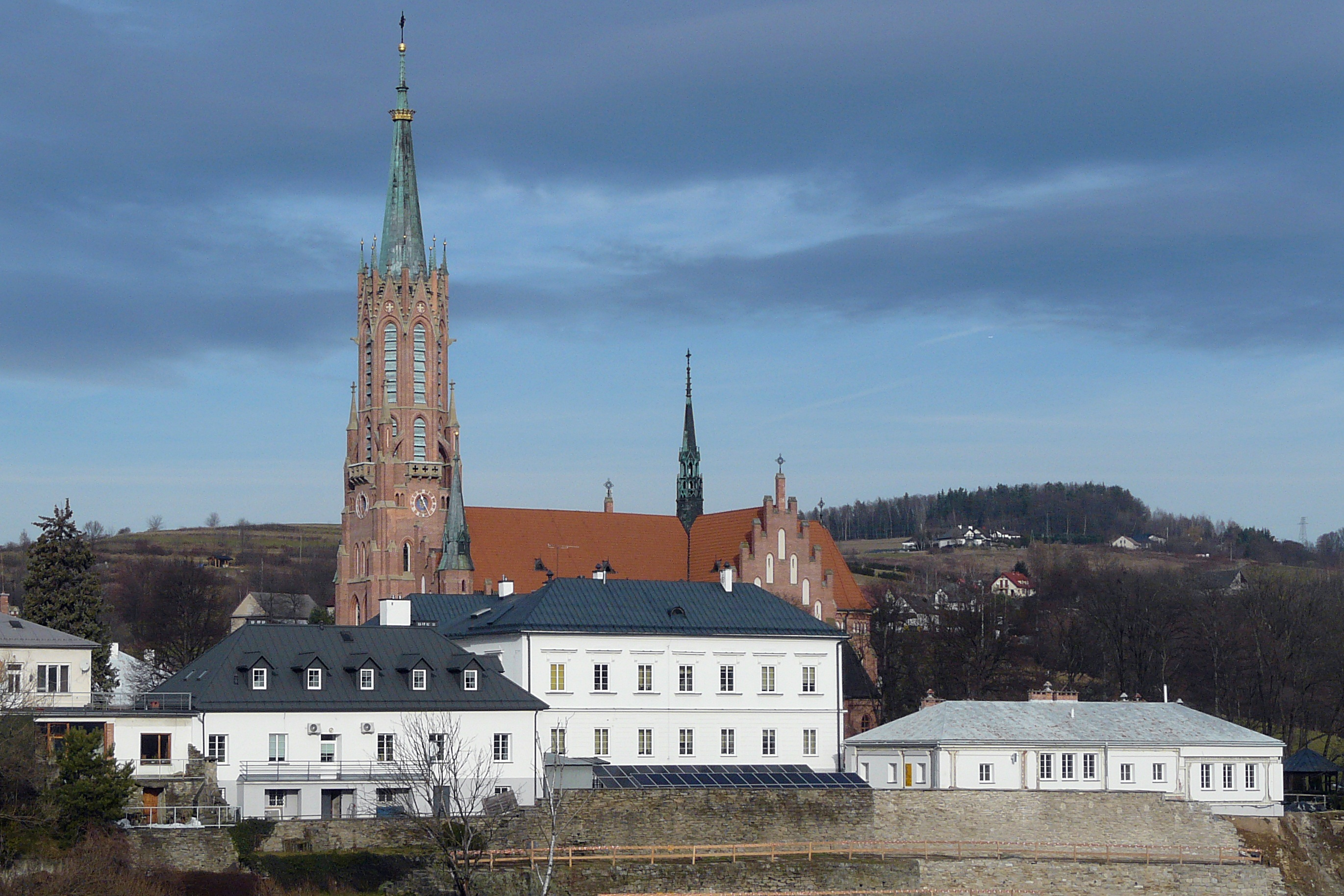
Bazylika, Zakład Opiekuńczo-Leczniczy „Caritas” dawny dwór Hoschów

## Zabytki
Obiekt wpisany do rejestru zabytków nieruchomych województwa małopolskiego.
- Bazylika mniejsza pw. św. Katarzyny;
- stara plebania;
- synagoga (ul. Kilińskiego 10);
- cmentarz wojenny z okresu I wojny światowej;
- ratusz (Rynek 12);
- budynek d. Towarzystwa Gimnastycznego „Sokół” (ul. Kościuszki 7) w zakresie zewnętrznej architektury wraz z dolną częścią klatki schodowej;
- willa „Helenówka” (ul. Jakubowskiego 36).

## Inne zabytki
- Dwór Hoschów – siedziba dawnych właścicieli dóbr grybowskich z lat 30. XIX wieku, w południowo-wschodniej części rynku.
- Cmentarz żydowski.
- Cmentarz wojenny nr 129, cmentarz wojenny z okresu I wojny światowej.

## Osiedla mieszkaniowe
- Osiedle Śródmieście I
- Osiedle Śródmieście II
- Osiedle Biała Wyżna
- Osiedle Sośnie
- Osiedle Strzylawki

## Edukacja
W Grybowie działają dwie szkoły podstawowe, jedno Liceum Ogólnokształcące im. Artura Grottgera, Ośrodek Szkoleniowy Politechniki Warszawskiej oraz Zespół Szkół Zawodowych.

## Gospodarka
Ze względu na strukturę użytkowania gruntów, jak i strukturę występujących na jego terenie podmiotów gospodarczych miasto posiada rolniczo-przemysłowy charakter. Znajdują się tu: zakład stolarki budowlanej, wytwórnia konstrukcji stalowych, drobne zakłady przemysłu spożywczego (m.in. Browar Grybów), Bank Spółdzielczy w Grybowie oraz niewielki ośrodek wypoczynkowy.

## Sport
Na Stadionie Miejskim w Grybowie (pojemność 500 miejsc, w tym 194 siedzących, wymiary boiska: 105 × 63 m) swoje mecze rozgrywa piłkarski Ludowy Klub Sportowy „Grybovia”, założony w 1921. Barwy: biało-zielone. Najwyższym sukcesem sportowym klubu był występ w ówczesnej IV lidze (od zmian organizacyjnych w 2008 III liga). W sezonie 2023/2024 występuje w nowosądeckiej A-klasie.
W Grybowie istnieje również drużyna siatkarek oraz od sezonu 2014/2015 także siatkarzy – UKS Iskry Grybów. Seniorki Iskier występowały w III lidze małopolskiej. Młodziczki UKS w sezonie 2013/2014 oraz 2014/2015 zajmowały w rozgrywkach wojewódzkich miejsca 4. i 7. Od 2013 klub organizuje turniej o Puchar Ziemi Grybowskiej.

## Ochotnicza Straż Pożarna
W Grybowie działa jedna jednostka ochotniczej straży pożarnej, która znajduje się w dzielnicy Biała Wyżna. Powstała w 1905, zaś od 1995 znajduje się w krajowym systemie ratowniczo-gaśniczym.

## Miasta partnerskie
- Château-Thierry (Francja)
- Wielki Szarysz (Słowacja)
- Nyírtelek (Węgry)
- Rakoszyno (Ukraina)

## Media
- grybów.tv – telewizja Grybów[20]
- „Kurier Grybowski” – kwartalnik[21]
- grybów24.pl – portal internetowy[22]
- grybów.pl – portal internetowy[23]

## Transport

### Drogi krajowe i wojewódzkie, linie kolejowe
- Droga krajowa 28: Zator – Wadowice – Sucha Beskidzka – Nowy Sącz – Grybów – Gorlice – Biecz – Jasło – Krosno – Sanok – Medyka
- Droga wojewódzka 981: Zborowice – Stróże – Grybów – Krzyżówka – Krynica-Zdrój
- Linia kolejowa 96: Tarnów – Leluchów; Dworzec kolejowy Grybów

### Królewski most kolejowy

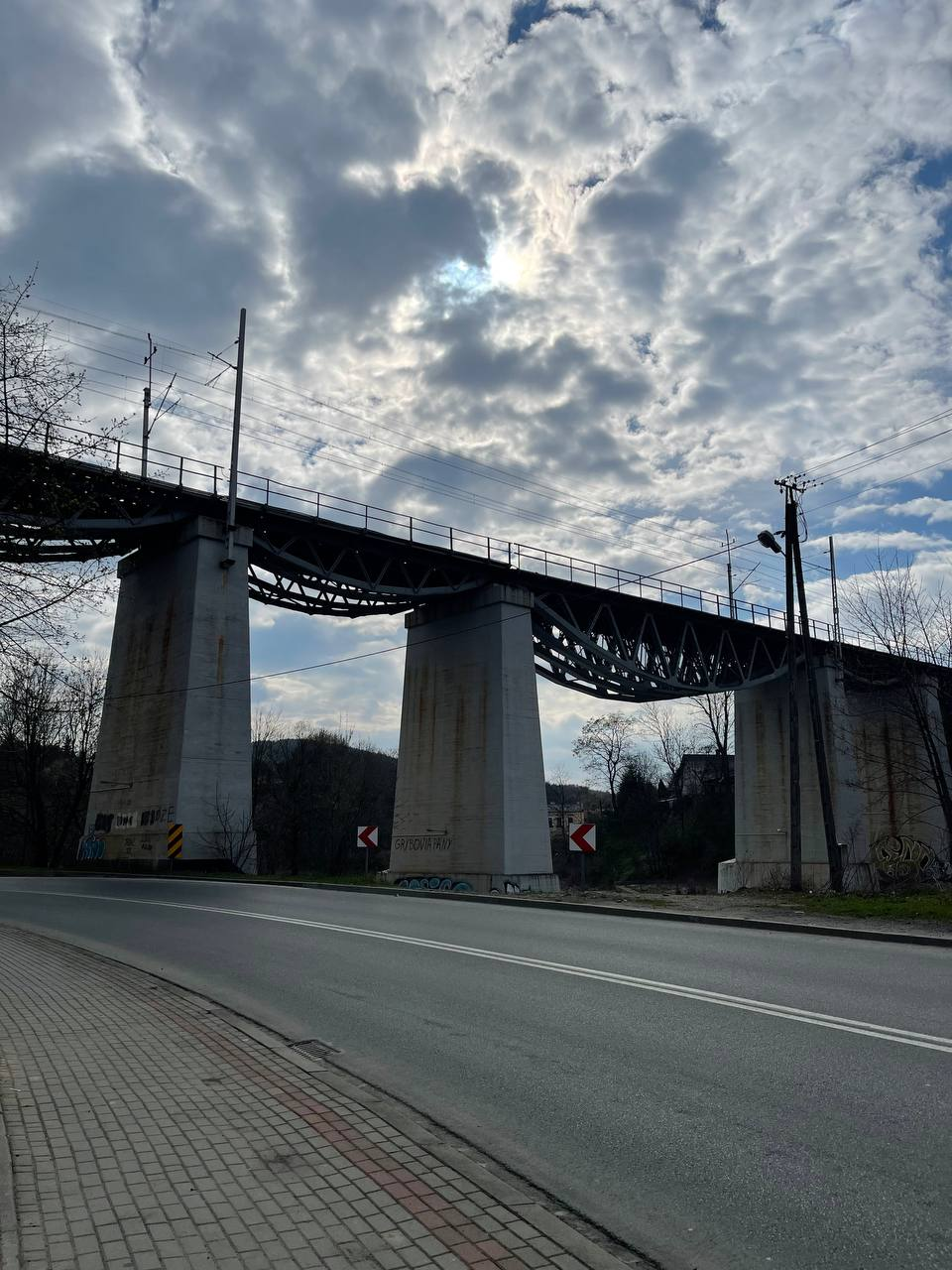
Królewski most kolejowy

W Grybowie znajduje się królewski most kolejowy o długości około 137 metrów i posiadający 6 przęseł, przechodzi nad korytem rzeki Białej oraz drogą Grybów-Krynica. Wybudowany został w latach 1947–1949. Most łączy województwo małopolskie ze Słowacją i Węgrami. Wcześniej w tym miejscu istniał most wybudowany w latach 1883–1884, podczas budowy odcinka Leluchów-Tarnów Galicyjskiej Kolei Tranwersalnej. Most został zniszczony przez wycofujące się wojska rosyjskie podczas I wojny światowej, ponownie został wysadzony przez wycofujące się niemieckie wojsko podczas II wojny światowej.

## Szlaki piesze
Grybów – Chełm (780 m n.p.m.) – Wawrzka (koniec niebieskiego szlaku turystycznego Rzeszów – Grybów)
 Grybów – Jaworze (880 m n.p.m.)

## Związani z Grybowem

### Honorowi Obywatele Miasta Grybowa
- Jerzy Gostwicki
- Józef Hodbod
- Michał Huza
- Adam Kaźmierczyk
- Jan Lidl
- Zdzisław Mączeński
- Alojzy Muszyński
- Wiktor Tustanowski
- Adolf Seredyński